# UDAR
ビタリ・クリチコのウクライナ民主改革連合（ウクライナ語: Український демократичний альянс за реформи Віталія Кличка）は、ウクライナの政党。別名はUDAR（ウクライナ語: «УДАР»、意味は「一撃」）。
党首は、ウクライナを代表するプロボクサーであるビタリ・クリチコ。ウクライナ国内におけるクリチコの人気を利用して、ウクライナの西部、中部、北部および首都キエフを中心に支持を得ている。党員は、若者や政党連合「我がウクライナ・人民自衛ブロック」から離脱したものが多い。

## 政策
汚職の撲滅を訴え、憲法・裁判・税金・年金の制度などの改革を主張している。
外交的には欧州連合への加盟を唱え、親欧路線をとっている。2012年ウクライナ最高議会選挙では40議席を獲得した。